# Никола Дюлгеров (революционер)
Вижте пояснителната страница за други личности с името Никола Дюлгеров.
Никола Василев Дюлгеров, известен като Дзунката, е български революционер, деец на Вътрешната македоно-одринска революционна организация и на Върховния македоно-одрински комитет.

## Биография
Дюлгеров е роден около 1864 година в разложкото село Белица, което тогава е в Османската империя. В 1896 година влиза във ВМОРО, но по-късно се присъединява към Върховния комитет. В 1902 година е в четата на съселянина си мичман Тодор Саев и с нея през есента участва в Горноджумайското въстание. През лятото на следната 1903 година е в четата на друг беличанин - Захари Кошов, с която през Илинденско-Преображенското въстание се сражава при Белица, при Куру дере и Семково в Рила. След разгрома на въстанието се установява в Самоков, България.
При избухването на Балканската война в 1912 година е доброволец в чета на Македоно-одринското опълчение и с нея участва в освобождаването на Разлога. Дюлгеров умира в София в 1929 година. През Първата световна война синът му, Кръсто Николов Дюлгеров, е в редиците на Единадесета пехотна македонска дивизия, награден е с орден „За храброст“, IV степен.